# Lucchese 1905 2023-2024
Questa voce raccoglie le informazioni riguardanti la Lucchese 1905 nelle competizioni ufficiali della stagione 2023-2024.

## Stagione
Nella stagione 2023-2024 la Lucchese disputa il quarantacinquesimo campionato di terza serie della sua storia, prendendo parte alla Serie C Girone B.
Si tratta della prima stagione organizzata dalla nuova proprietà del presidente Andrea Bulgarella, la quale si affida a un allenatore inedito, Giorgio Gorgone e al direttore sportivo Alessandro Frara. L'ambizioso progetto del nuovo proprietario porta di nuovo entusiasmo nell'ambiente rossonero. Tantoché il pubblico lucchese torna ad affollare i gradoni del Porta Elisa, con una media spettatori che mancava da alcuni anni.
Incoraggiante è il risultato ottenuto in Coppa Italia Serie C in cui la Pantera ha raggiunto le semifinali, esito che mancava dall'edizione 2006-2007.
Tuttavia proprio dopo l'eliminazione da tale competizione, visti i poco convincenti risultati in campionato, nel mese di marzo si verificano alcune novità nell'assetto dirigenziale. Il direttore generale Mangiarano rassegna le proprie dimissioni, mentre il direttore sportivo Frara viene sollevato dal proprio incarico poiché considerato il principale artefice della disfatta stagionale, non essendo riuscito ad allestire un organico in linea con gli obiettivi delineati dalla società. La stagione di campionato termina infatti con un inconcludente dodicesimo posto finale e la mancata qualificazione ai play off, determinando in questo modo l'insoddisfazione generale della tifoseria rossonera, del presidente Bulgarella e dell'intera società.

## Organigramma societario
Area direttiva
- Presidente: Andrea Bulgarella
- Amministratore Delegato: Roy Lo Faso
- Direttore Generale: Giuseppe Mangiarano

Area sanitaria
- Massaggiatore: Alvaro Vannucchi

Area tecnica
- Direttore sportivo: Alessandro Frara
- Team Manager: Piero Di Renzo
- Allenatore: Giorgio Gorgone
- Vice allenatore: Emiliano Testini
- Preparatore atletico: Riccardo Guidi
- Preparatore dei portieri: Giuseppe Di Masi
- Responsabile scouting: Claudio Ferrarese

## Rosa
Aggiornata il 1º febbraio 2024
| N. |                            | Ruolo | Calciatore                |
| -- | -------------------------- | ----- | ------------------------- |
| 1  | Italia (bandiera)          | P     | Jacopo Coletta (capitano) |
| 2  | Italia (bandiera)          | D     | Manuel Alagna             |
| 3  | Italia (bandiera)          | D     | Nicolas Perotta           |
| 6  | Italia (bandiera)          | D     | Andrea Tiritiello         |
| 7  | Italia (bandiera)          | C     | Andrea Rizzo Pinna        |
| 8  | Italia (bandiera)          | C     | Giorgio Tumbarello        |
| 9  | Italia (bandiera)          | A     | Niccolò Romero            |
| 10 | Italia (bandiera)          | A     | Francesco Fedato          |
| 11 | Rep. Dominicana (bandiera) | A     | Gianluigi Sueva           |
| 11 | Italia (bandiera)          | A     | Francesco Disanto         |
| 12 | Italia (bandiera)          | P     | Filippo Berti             |
| 14 | Italia (bandiera)          | D     | Ettore Quirini            |
| 16 | Italia (bandiera)          | C     | Andrea Astrologo          |
| 17 | Togo (bandiera)            | A     | Malik Djibril             |

| N. |                    | Ruolo | Calciatore          |
| -- | ------------------ | ----- | ------------------- |
| 19 | Italia (bandiera)  | C     | Federico Russo      |
| 20 | Italia (bandiera)  | C     | Nicolò Fazzi        |
| 21 | Italia (bandiera)  | D     | Alessio Sabbione    |
| 22 | Italia (bandiera)  | P     | Niccolò Chiorra     |
| 23 | Italia (bandiera)  | D     | Francesco Benassai  |
| 26 | Italia (bandiera)  | D     | Tommaso Merletti    |
| 27 | Austria (bandiera) | C     | Robert Gucher       |
| 30 | Italia (bandiera)  | C     | Simone Cangianiello |
| 38 | Italia (bandiera)  | C     | Manuel Leone        |
| 45 | Ghana (bandiera)   | C     | Philip Yeboah       |
| 72 | Italia (bandiera)  | C     | Elia Visconti       |
| 77 | Italia (bandiera)  | A     | Giuseppe Guadagni   |
| 97 | Italia (bandiera)  | C     | Vincent De Maria    |
| 99 | Italia (bandiera)  | A     | Simone Magnaghi     |
| -  | Senegal (bandiera) | A     | Babacar Ndiaye      |

## Calciomercato

### Sessione invernale(dal 02/01 al 31/01)
| Acquisti | Acquisti          | Acquisti   | Acquisti   |
| R.       | Nome              | da         | Modalità   |
| -------- | ----------------- | ---------- | ---------- |
| C        | Nicolò Fazzi      | svincolato | definitivo |
| A        | Francesco Disanto | Entella    | prestito   |
| C        | Andrea Astrologo  | Bari       | prestito   |
| A        | Babacar Ndiaye    | Pescara    | definitivo |

| Cessioni | Cessioni         | Cessioni   | Cessioni                |
| R.       | Nome             | a          | Modalità                |
| -------- | ---------------- | ---------- | ----------------------- |
| D        | Tommaso Merletti | Brindisi   | definitivo              |
| A        | Niccolò Romero   | Campobasso | svincolato              |
| A        | Gianluigi Sueva  | Chieti     | risoluzione consensuale |

## Risultati

### Serie C

#### Girone di andata
| Lucca 1º settembre 2023, ore 20:45 CEST 1ª giornata | Lucchese               | 0 – 0 referto | Perugia | Stadio Porta Elisa (3 693 spett.)\| Arbitro: \| Delrio (Reggio Emilia) \| |
| Arbitro:                                            | Delrio (Reggio Emilia) |               |         |                                                                           |

| Arbitro: | Cappai (Cagliari) |

|  |           |                 |
|  | Marcatori | Rizzo Pinna 69’ |

| Arbitro: | Ceriello (Chiari) |

|                |           |                                                    |
| Melchiorri 60’ | Marcatori | 18’ Gucher 52’ (rig.) Rizzo Pinna 90+7’ Tumbarello |

| Lucca 19 settembre 2023, ore 18.30 CEST 4ª giornata | Lucchese       | 0 – 0 referto | Gubbio | Stadio Porta Elisa (2 558 spett.)\| Arbitro: \| Vergaro (Bari) \| |
| Arbitro:                                            | Vergaro (Bari) |               |        |                                                                   |

| Arbitro: | Giaccaglia (Jesi) |

|                  |           |                           |
| Peda 30’ Rao 65’ | Marcatori | 43’ Guadagni 54’ Benassai |

| Arbitro: | Allegretta (Molfetta) |

|                                     |           |  |
| Russo 17’ Magnaghi 32’ Guadagni 72’ | Marcatori |  |

| Arbitro: | Di Francesco (Ostia Lido) |

|                            |           |  |
| Fischnaller 22’ Ruocco 76’ | Marcatori |  |

| Arbitro: | Gavina (Aprilia) |

|                   |           |  |
| Rizzo Pinna 90+1’ | Marcatori |  |

| Arbitro: | Sfira (Pordenone) |

|            |           |                                                           |
| Gucher 16’ | Marcatori | Accornero 30’ Tunjov 45+2’ (rig.), 53’ Cuppone 76’ (rig.) |

| Arbitro: | Sacchi (Macerata) |

|                              |           |  |
| Lombardi 7’ Morra 77’ (rig.) | Marcatori |  |

| Arbitro: | Di Reda (Molfetta) |

|              |           |                     |
| Magnaghi 35’ | Marcatori | Catanese 45+2’, 77’ |

| Olbia 5 novembre 2023, ore 14:00 CET 12ª giornata | Olbia        | 0 – 0 referto | Lucchese | Stadio Bruno Nespoli (644 spett.)\| Arbitro: \| Gangi (Enna) \| |
| Arbitro:                                          | Gangi (Enna) |               |          |                                                                 |

| Arbitro: | Gianquinto (Parma) |

|           |           |  |
| Russo 87’ | Marcatori |  |

| Arbitro: | Grasso (Ariano Irpino) |

|                                   |           |  |
| Pieraccini 62’ Shpendi 87’ (90+6) | Marcatori |  |

| Arbitro: | Catanzaro (Catanzaro) |

|                 |           |                       |
| Rizzo Pinna 55’ | Marcatori | 18’ (rig.), 23’ Sylla |

| Arbitro: | Restaldo (Ivrea) |

|                  |           |                 |
| Pattarello 90+1’ | Marcatori | 72’ Rizzo Pinna |

| Lucca 10 dicembre 2023, ore 14:00 CET 17ª giornata | Lucchese         | 0 – 0 referto | Fermana | Stadio Porta Elisa (1 962 spett.)\| Arbitro: \| Pacella (Roma 2) \| |
| Arbitro:                                           | Pacella (Roma 2) |               |         |                                                                     |

| Arbitro: | Pezzopane (L'Aquila) |

|            |           |  |
| Simeri 16’ | Marcatori |  |

| Arbitro: | Iannello (Messina) |

|            |           |  |
| Yeboah 53’ | Marcatori |  |

#### Girone di ritorno
| Arbitro: | Mirabella (Napoli) |

|                               |           |  |
| Ricci 35’ Paz 73’ Sylla 90+3’ | Marcatori |  |

| Arbitro: | Djurdjevic (Trieste) |

|            |           |                                  |
| Yeboah 18’ | Marcatori | 31’ Pane 69’ Margiotta 89’ Furno |

| Arbitro: | Burlando (Genova) |

|                                 |           |                |
| Rizzo Pinna 31’, 39’ Yeboah 61’ | Marcatori | 81’ Melchiorri |

| Arbitro: | Peletti (Crema) |

|            |           |  |
| Rosaia 74’ | Marcatori |  |

| Arbitro: | Gemelli (Messina) |

|                            |           |              |
| Gucher 44’ Rizzo Pinna 75’ | Marcatori | 50’ Dalmonte |

| Arbitro: | Gauzolino (Torino) |

|              |           |                  |
| Ingrosso 76’ | Marcatori | 90+4’ Tiritiello |

| Arbitro: | Vogliacco (Bari) |

|  |           |                      |
|  | Marcatori | 5’ Masala 8’ Giorico |

| Arbitro: | Ceriello (Chiari) |

|             |           |                  |
| Anghelè 51’ | Marcatori | 16’ Cangianiello |

| Arbitro: | Cappai (Cagliari) |

|            |           |  |
| Merola 25’ | Marcatori |  |

| Arbitro: | Iannello (Messina) |

|                        |           |           |
| Quirini 18’ Gucher 33’ | Marcatori | 89’ Morra |

| Arbitro: | Poli (Verona) |

|                         |           |                      |
| Pretato 63’ Delpupo 65’ | Marcatori | 35’, 71’ Rizzo Pinna |

| Arbitro: | Gigliotti (Cosenza) |

|             |           |  |
| Disanto 39’ | Marcatori |  |

| Chiavari 15 marzo 2024, ore 20:45 CET 32ª giornata | Virtus Entella        | 0 – 0 referto | Lucchese | Stadio comunale (2 079 spett.)\| Arbitro: \| Allegretta (Molfetta) \| |
| Arbitro:                                           | Allegretta (Molfetta) |               |          |                                                                       |

| Arbitro: | Centi (Terni) |

|  |           |              |
|  | Marcatori | 65’ T. Berti |

| Arbitro: | Baratta (Corigliano-Rossano) |

|              |           |                                           |
| Di Paola 26’ | Marcatori | 33’ Rizzo Pinna 46’ Tiritiello 85’ Yeboah |

| Arbitro: | Castellone (Napoli) |

|            |           |              |
| Yeboah 88’ | Marcatori | 78’ Risaliti |

| Arbitro: | Caldera (Como) |

|                      |           |            |
| Paponi 19’ Niang 95’ | Marcatori | 16’ Yeboah |

| Arbitro: | Iacobellis (Pisa) |

|  |           |                    |
|  | Marcatori | 75’ (rig.) Finotto |

| Ancona 28 aprile 2024, ore 20:00 CET 38ª giornata | Ancona           | 0 – 0 referto | Lucchese | Stadio Del Conero (5 580 spett.)\| Arbitro: \| Leone (Barletta) \| |
| Arbitro:                                          | Leone (Barletta) |               |          |                                                                    |

### Coppa Italia Serie C
| Arbitro: | Zoppi (Firenze) |

|                                    |           |                                      |
| Iori 26’ Castiglia 45+1’ Fogli 68’ | Marcatori | 39’, 47’ Romero 42’ Yeboah 83’ Russo |

| Arbitro: | Bozzetto (Bergamo) |

|  |           |                                |
|  | Marcatori | 102’ Rizzo Pinna 117’ Magnaghi |

| Arbitro: | Peletti (Crema) |

|                                          |           |                                |
| Rizzo Pinna 85’ Magnaghi 114’ Russo 118’ | Marcatori | 90’ (rig.) Palumbo 104’ Guerra |

| Arbitro: | Lovison (Padova) |

|  |           |            |
|  | Marcatori | 97’ Yeboah |

#### Semifinali
| Arbitro: | Madonia (Palermo) |

|            |           |  |
| 34’ Yeboah | Marcatori |  |

| Arbitro: | Zanotti (Rimini) |

|                     |           |  |
| Faedo 31’ Varas 75’ | Marcatori |  |

## Statistiche
Aggiornate al 21 aprile 2024

### Statistiche di squadra
| Competizione         | Punti | In casa | In casa | In casa | In casa | In casa | In casa | In trasferta | In trasferta | In trasferta | In trasferta | In trasferta | In trasferta | Totale | Totale | Totale | Totale | Totale | Totale | DR |
| Competizione         | Punti | G       | V       | N       | P       | Gf      | Gs      | G            | V            | N            | P            | Gf           | Gs           | G      | V      | N      | P      | Gf     | Gs     | DR |
| -------------------- | ----- | ------- | ------- | ------- | ------- | ------- | ------- | ------------ | ------------ | ------------ | ------------ | ------------ | ------------ | ------ | ------ | ------ | ------ | ------ | ------ | -- |
| Serie C - Girone B   | 45    | 19      | 8       | 4       | 7       | 19      | 19      | 19           | 3            | 8            | 8            | 15           | 24           | 38     | 11     | 12     | 15     | 34     | 43     | -9 |
| Coppa Italia Serie C |       | 2       | 2       | 0       | 0       | 4       | 2       | 4            | 3            | 0            | 1            | 7            | 5            | 6      | 5      | 0      | 1      | 11     | 7      | +4 |
| Totale               |       | 21      | 10      | 4       | 7       | 23      | 21      | 22           | 6            | 7            | 9            | 22           | 29           | 43     | 16     | 11     | 16     | 45     | 50     | -5 |

### Andamento in campionato
| Giornata  | 1  | 2 | 3 | 4 | 5 | 6 | 7 | 8 | 9 | 10 | 11 | 12 | 13 | 14 | 15 | 16 | 17 | 18 | 19 | 20 | 21 | 22 | 23 | 24 | 25 | 26 | 27 | 28 | 29 | 30 | 31 | 32 | 33 | 34 | 35 | 36 | 37 | 38 |
| --------- | -- | - | - | - | - | - | - | - | - | -- | -- | -- | -- | -- | -- | -- | -- | -- | -- | -- | -- | -- | -- | -- | -- | -- | -- | -- | -- | -- | -- | -- | -- | -- | -- | -- | -- | -- |
| Luogo     | C  | T | T | C | T | C | T | C | C | T  | C  | T  | C  | T  | C  | T  | C  | T  | C  | T  | C  | C  | T  | C  | T  | C  | T  | T  | C  | T  | C  | T  | C  | T  | C  | T  | C  | T  |
| Risultato | N  | V | V | N | N | V | P | V | P | P  | P  | N  | V  | P  | P  | N  | N  | P  | V  | P  | P  | V  | P  | V  | N  | P  | N  | P  | V  | N  | V  | N  | P  | V  | N  | P  | P  | N  |
| Posizione | 12 | 6 | 4 | 5 | 5 | 5 | 6 | 5 | 7 | 7  | 8  | 11 | 9  | 11 | 11 | 11 | 11 | 14 | 10 | 11 | 13 | 12 | 13 | 11 | 11 | 13 | 14 | 14 | 12 | 13 | 11 | 11 | 12 | 10 | 11 | 11 | 12 | 12 |

Fonte:  Evoluzione Classifica Serie C - B 23/24 (Lucchese), su transfermarkt.it.
Legenda:

Luogo: C = Casa; T = Trasferta. Risultato: V = Vittoria; N = Pareggio; P = Sconfitta.